# Christina Scherer
Christina Scherer (* 28. Mai 1993 in Beverly Hills, Kalifornien) ist eine US-amerikanische Filmschauspielerin.

## Leben und Wirken
Christina Scherer war ab 2010 als Schauspielerin in Nebenrollen in amerikanischen Fernsehserien-Episoden und Filmen zu sehen. 2015 spielte sie die Chef-Assistentin „Becky Scott“ in der Komödie Man lernt nie aus. 2016 produzierte sie zwei Kurzfilme. Zur gleichen Zeit war sie auch als Fotografin tätig.
Nach ihrem Umzug nach New York City 2019 wurde sie überwiegend als Malerin und Kunstlehrerin tätig.

## Filmographie (Auswahl)
- 2010: Medium – Nichts bleibt verborgen (Fernsehserie, eine Folge)
- 2010: Grey’s Anatomy (Medium, Fernsehserie, eine Folge)
- 2010: Cold Cabil
- 2012: Two and a Half Men (Fernsehserie, eine Folge)
- 2012: CSI: NY (Fernsehserie, eine Folge)
- 2013: Touch (Fernsehserie, eine Folge)
- 2013: True Blood (Fernsehserie, eine Folge)
- 2013: Schatten der Leidenschaft (The Young and the Restless, Fernsehserie, eine Folge)
- 2015: Man lernt nie aus (The Intern)
- 2016: Two Dollar Bill (Kurzfilm)
- 2016: Interior Night
- 2017: Nowhere, Michigan
- 2017: State of Mind – Der Kampf des Dr. Stone
- 2017: Anything
- 2017: Three Christs
- 2018: After Everything
- 2018: Decadeless (Kurzfilm)